# Marianne Kaltenbach
Marianne Kaltenbach (gebürtige Marianne Rothen; * 6. Juni 1921 in Zürich; † 15. Oktober 2005 in Luzern) war eine Schweizer Kochbuchautorin und Gastronomiejournalistin.
Marianne Kaltenbach absolvierte die Handelsschule sowie die Drogistenschule, bevor sie mit dem Kochen begann. Seit 1965 hat sie über fünfzig Kochbücher und zahlreiche Artikel in gastronomischen Zeitschriften veröffentlicht.
Als Kochbuchautorin hat sie viele Auszeichnungen erhalten, darunter 1986 die Goldene Feder der Gastronomischen Akademie Deutschland für ihr Buch „Meine Fischküche“ (Hallwag Verlag, Ostfildern). 1993 erhielt sie den Grand Prix der Académie Suisse des Gastronomes, 1995 den Grand Prix der Académie Internationale des Gourmets et des Traditions Gastronomiques. 2000 wurde sie zudem mit dem Kunst- und Kulturpreis der Stadt Luzern für ihr Lebenswerk geehrt.
Sie erlag im Alter von 84 Jahren einem Krebsleiden.